# Trung tâm Máy tính Triều Tiên
Trung tâm Máy tính Triều Tiên (KCC) là trung tâm nghiên cứu công nghệ thông tin hàng đầu của chính phủ Cộng hòa Dân chủ Nhân dân Triều Tiên. Thành lập vào ngày 24 tháng 10 năm 1990. KCC, đơn vị quản lý tên miền cấp cao nhất mã quốc gia .kp cho đến năm 2011, tuyển dụng hơn 1.000 người
KCC điều hành 8 trung tâm phát triển và sản xuất, cùng với 11 trung tâm thông tin khu vực. Ngoài ra KCC còn điều hành Cao đẳng Công nghệ thông tin KCC và cả Học viện Công nghệ thông tin của nó. KCC có các chi nhánh tại Trung Quốc, Đức, Syria và UAE. Nó quan tâm đến nghiên cứu Linux và bắt đầu phát triển bản phân phối Red Star OS được bản địa hóa cho Bắc Triều Tiên.
KCC là một phần của cơ quan chính trị và không hoàn toàn là một công ty CNTT. Tình trạng công nghệ và tính hiện đại chung của công ty này được coi là tụt hậu so với phần còn lại của thế giới, ngay cả với tinh thần thời đại chung ở Bắc Triều Tiên. Ví dụ, ccTLD .kp đã được đăng ký vào năm 2007, nhưng KCC đã không thể có được sổ đăng ký hoạt động trong ba năm, mặc dù có sự hỗ trợ của một công ty châu Âu. KCC vẫn chưa triển khai cơ sở hạ tầng ccTLD hoạt động, một mục tiêu mà chính phủ Bắc Triều Tiên đã đặt ra trong nhiều năm.
Trong khi KCC tập trung làm việc cho Triều Tiên thì đến năm 2011 trung tâm bắt đầu phục vụ các khách hàng ở châu Âu, Trung Quốc, Hàn Quốc, Nhật Bản và Trung Đông. KCC điều hành Naenara, cổng thông tin chính thức của Triều Tiên.
KCC được cho là đã hợp tác với các thực thể nhà nước khác về các sáng kiến an ninh mạng và giám sát.
Nosotek là một công ty liên doanh CNTT khác của Triều Tiên phát triển trò chơi máy tính; hai trong số đó được News Corporation phát hành. Một công ty khác là Pyongyang Information Center.
Vào đầu năm 2015, KCC đã được tổ chức lại, với tất cả các chức năng không liên quan đến việc phát triển Red Star OS được chuyển giao cho các thực thể khác.

## Sản phẩm[1]
- Cỗ máy tìm kiếm "sam heug".[11]
- Trình soạn thảo "The Naenara"
- Game máy tính "The Chosun Jang-Gi"
- Mạng Quốc gia Triều Tiên "Kwangmyong"
- Chương trình dạy nấu ăn "The Chosun Ryo-Li"
- Bộ gõ tiếng Triều Tiên "Hana"
- Chương trình dịch qua lại tiếng Anh - Triều Tiên dùng bút điện tử "Koryo"
- Chương trình nhận dạng giọng nói Triều Tiên "Nunbora"
- Bản phân phối Linux ""Pulgunbyol" (RedStar OS)
- Hệ thống hội nghị truyền hình "Cyber Friend",
- Hệ thống đào tạo từ xa "Cyber Star"
- Game máy tính Cờ vây "SilverStar Paduk"
- Máy tính bảng "Samjiyon"[12][13]